# Aporum roseostriatum
Aporum roseostriatum é uma espécie de orquídea epífita de hábito pendente e flores pequenas, que habita Sumatra.